# Białka (gromada w powiecie radzyńskim)
Białka – dawna gromada, czyli najmniejsza jednostka podziału terytorialnego Polskiej Rzeczypospolitej Ludowej w latach 1954–1972.
Gromady, z gromadzkimi radami narodowymi (GRN) jako organami władzy najniższego stopnia na wsi, funkcjonowały od reformy reorganizującej administrację wiejską przeprowadzonej jesienią 1954 do momentu ich zniesienia z dniem 1 stycznia 1973, tym samym wypierając organizację gminną w latach 1954–1972.
Gromadę Białka z siedzibą GRN w Białej utworzono – jako jedną z 8759 gromad na obszarze Polski – w powiecie radzyńskim w woj. lubelskim na mocy uchwały nr 15 WRN w Lublinie z dnia 5 października 1954. W skład jednostki weszły obszary dotychczasowych gromad Białka, Siedlanów i Ustrzesz ze zniesionej gminy Biała w tymże powiecie. Dla gromady ustalono 19 członków gromadzkiej rady narodowej.
1 stycznia 1962 do gromady Białka włączono wieś i kolonię Turów, osadę leśną Mokre, osadę leśną Płudy, osadę leśną Turów oraz stację kolejową i tartak Bedlno ze zniesionej gromady Turów w tymże powiecie.
1 stycznia 1959 do gromady Białka włączono wsie Płudy i Główne, wieś i kolonię Jaski oraz kolonię Kostunin ze zniesionej gromady Płudy w tymże powiecie.
Gromada przetrwała do końca 1972 roku, czyli do kolejnej reformy gminnej.